# 黑点绿蟹
黑点绿蟹（学名：Chlorodiella nigra）为扇蟹科绿蟹属的动物。分布于日本、夏威夷群岛、萨摩亚群岛、吉尔伯特群岛、塔希提岛、斐济群岛、汤加、印度、红海及东非、台湾岛以及中国大陆的西沙群岛、海南岛等地，生活环境为海水，多见于珊瑚礁丛中或有石块的岸滩上。
其种加词“nigra”意为“黑色的，暗色的”。